# Campeonato Mundial de Gimnasia en Trampolín de 1964
El I Campeonato Mundial de Trampolín se llevó a cabo en el Royal Albert Hall, Londres, Inglaterra el 21 de marzo. El sistema de competencia fue de una rutina de 10 saltos e involucró 5–7 jueces. Participaron 12 países.

## Resultados

### Masculino
| Evento     | Oro         | Plata      | Bronce     |
| ---------- | ----------- | ---------- | ---------- |
| Individual | Dan Millman | Gary Erwin | Dave Smith |

### Femenino
| Evento     | Oro        | Plata      | Bronce               |
| ---------- | ---------- | ---------- | -------------------- |
| Individual | Judy Wills | Lynda Ball | Karle van der Bogard |